# Inkluzja (mineralogia)

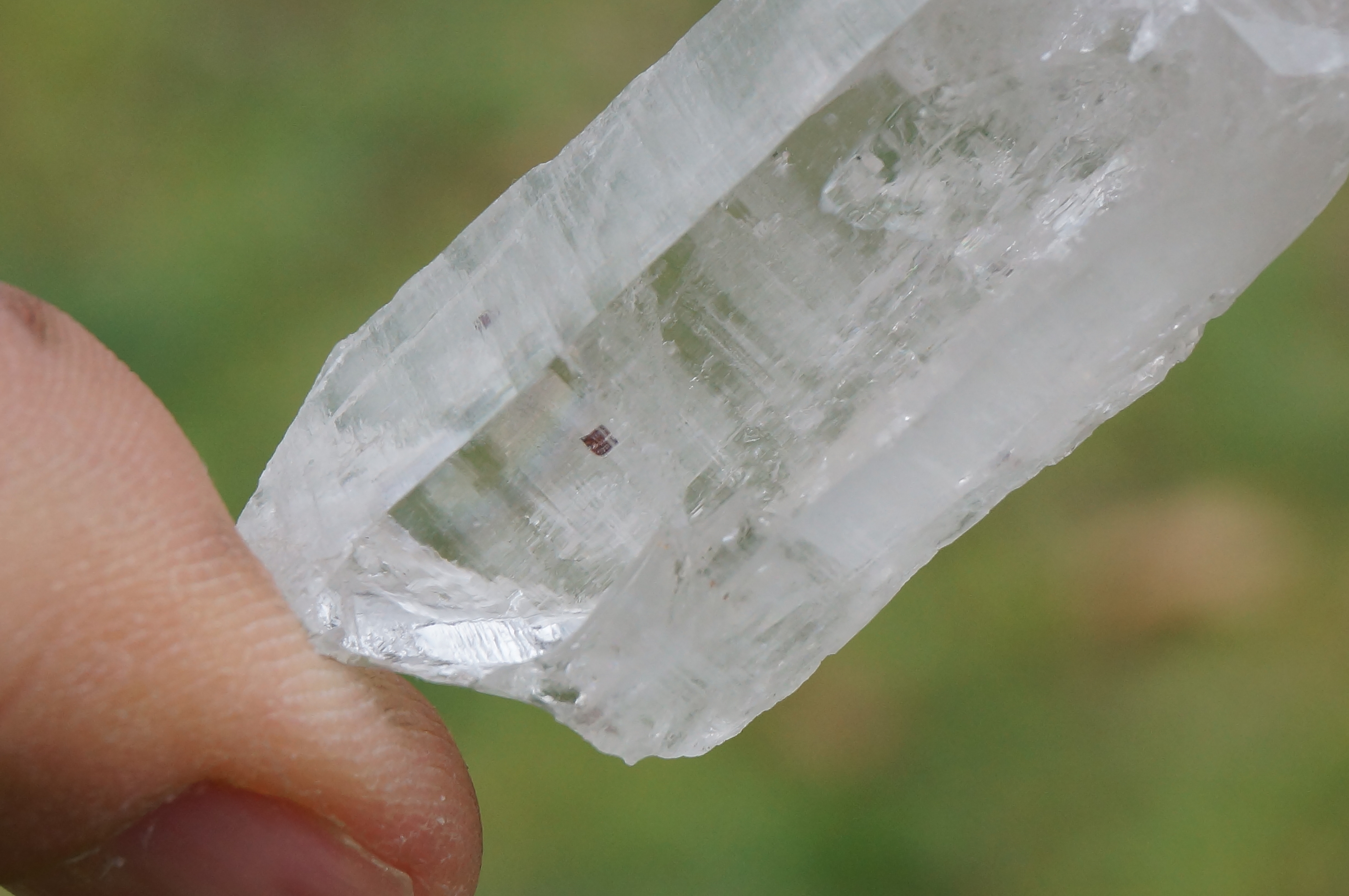
Inkluzja anatazu (1 mm) w krysztale kwarcu. Kolekcja: P. Zając

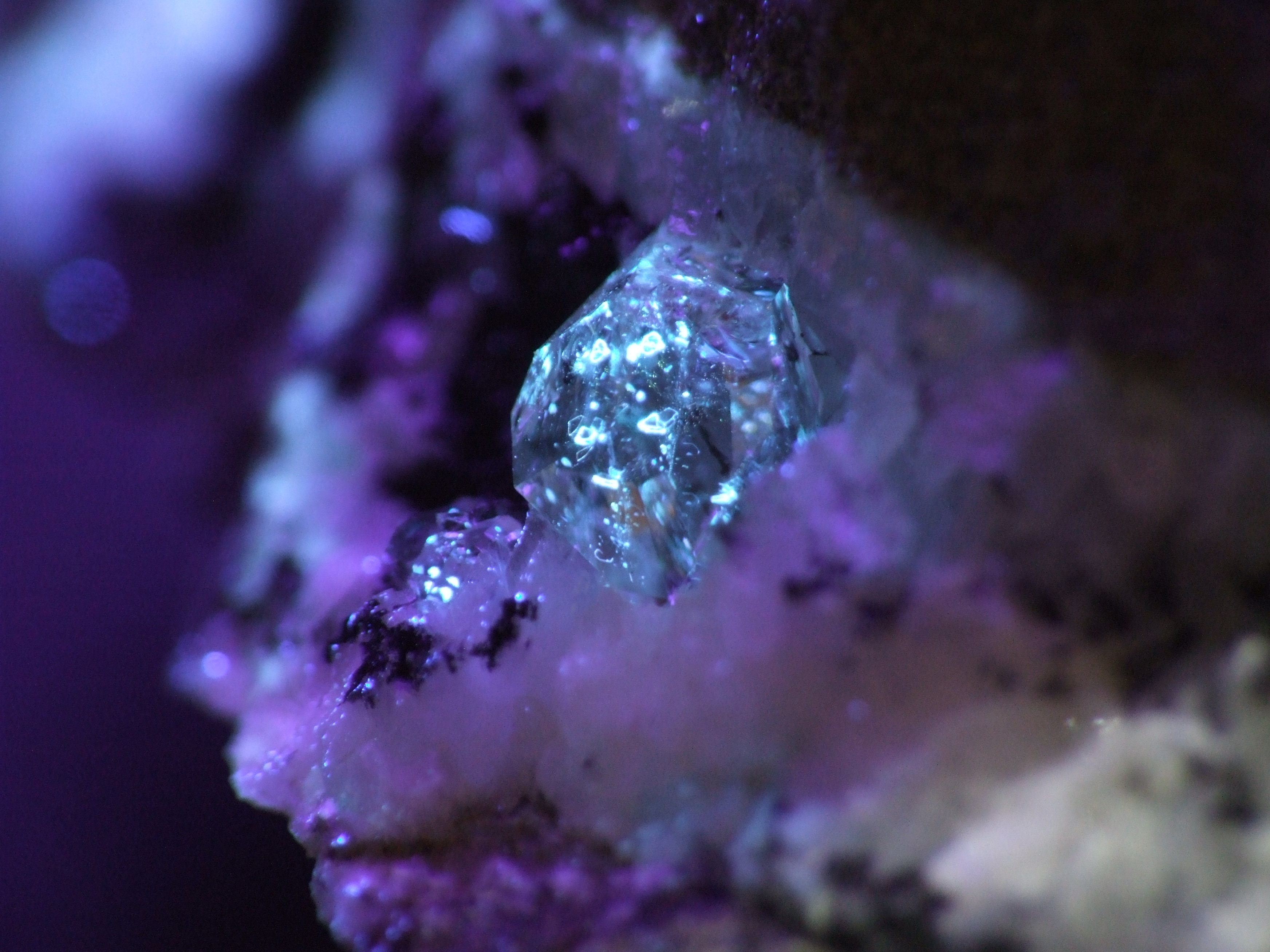
Inkluzje fluidalne w krysztale kwarcu (1 cm). Kolekcja: P. Zając

Inkluzja (wrostek) – ciało obce (stałe, ciekłe lub gazowe) znajdujące się w minerale. Inkluzją może też być szczelina łupliwości, pęknięcie lub inny naturalny defekt wewnętrzny, zakłócający bieg wiązki światła w kamieniu. W ujęciu gemmologicznym obecność inkluzji w kamieniu szlachetnym może być uznawana za zjawisko ujemne (diament) lub dodatnie (kamienie barwne lub bursztyn).
Obserwuje się często zjawiska optyczne zwane efektem "kociego oka", "tygrysiego oka, "bawolego oka" lub "sokolego oka", efekt gwiazdy, irydescencji, zjawisko jedwabnego połysku i in.

## Rodzaje inkluzji
- protogenetyczne – najczęściej występujące w postaci różnej wielkości kryształków w krysztale podstawowym już w czasie jego powstawania
- syngenetyczne – formujące się równocześnie z kryształem podstawowym. Najczęściej są to krople roztworów magmowych lub pęcherzyki gazów; czasami kryształy tego samego minerału
- epigenetyczne – powstające w różnego rodzaju szczelinach i pęknięciach po wykształceniu się kryształu podstawowego

Nie istnieją całkowicie czyste kamienie szlachetne, jednak "błędy" (czyli inkluzje) ujawniać się mogą w dopiero pod mikroskopem elektronowym.
Ponieważ wrostki nie są zjawiskiem przypadkowym, zwykle podlegają ścisłym prawidłowościom, mogą dostarczyć wielu informacji na temat powstawania złóż minerałów, mogą służyć nieocenioną pomocą w rozpoznawaniu kamieni szlachetnych i ozdobnych.
Chociaż wrostki są indywidualną cechą każdego kamienia, istnieją ich typowe obrazy, które można przyporządkować określonym rodzajom kamieni szlachetnych. Wrostki mogą być tego samego rodzaju (np. diament w diamencie) lub odmiennym (np. cyrkon w szafirze). Mimo niewielkich rozmiarów dają wyobrażenie o powstawaniu otaczającego ich kryształu. Wrośnięte minerały są starsze od "gospodarza" i zostały przez niego obrośnięte. Wrostki organiczne występują tylko w bursztynie oraz lodzie. Wrostkami są też zakłócenia struktury kryształów, oznaki faz krystalizacji i barwne prążki. Powstają one w wyniku nierównego wzrostu spowodowanego zmieniającymi się procesami krystalizacji. Do wrostków zalicza się też pustki wypełnione cieczami lub gazami, uskoki i szczeliny (tzw. ogony).